# Lenzspitze
La Lenzspitze ("Punta Lenz", 4.294 m) es una montaña suiza en los Alpes Peninos. Se encuentra en el macizo del Mischabel. Es el pico más al sur de la Arista Nadel (Nadelgrat), una cresta de alto nivel que va aproximadamente en dirección norte-sur, al norte del Dom en el macizo del Mischabel, por encima del centro de Saas Fee al este, y el Mattertal al oeste.

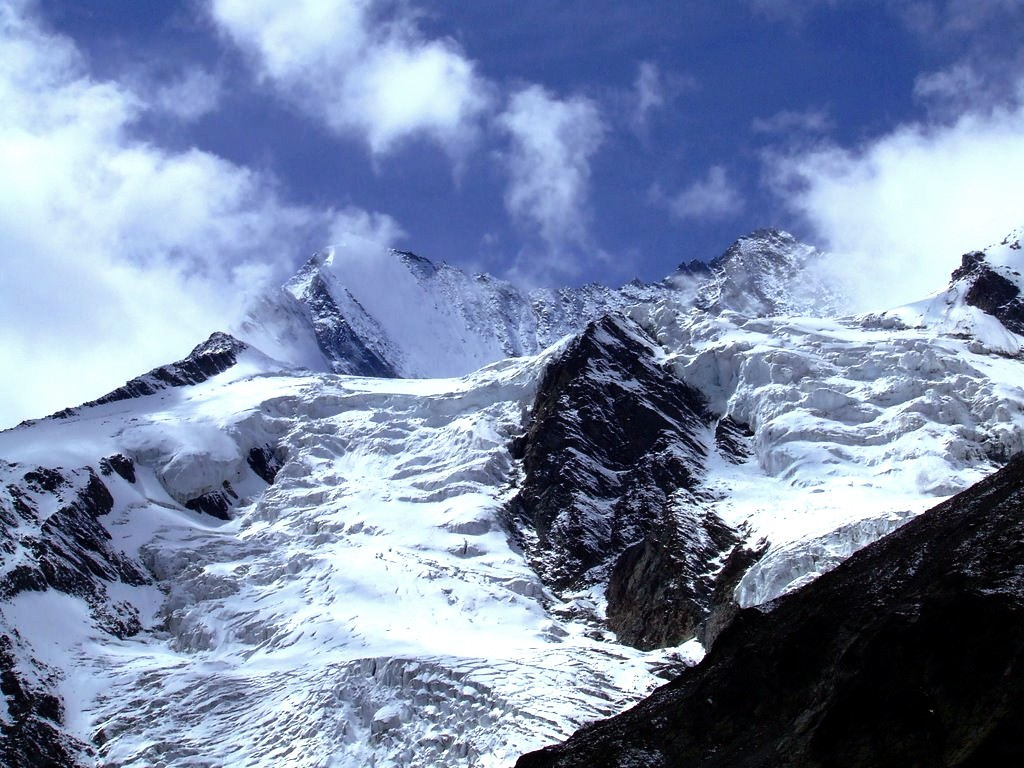
Lenzspitze y Nadelhorn

La primera ascensión a la cima fue realizada en agosto de 1870 por Clinton Thomas Dent con el guía Alexander Burgener y un porteador, Franz Burgener, por la cara noreste al Nadeljoch y luego la cresta noroeste a la cumbre. Esta ruta se usa raramente en la actualidad.
La cresta este-nor-este comienza en la cabaña Mischabel (Mischabelhütte). Esta cresta fue ascendida por vez primera el 3 de agosto de 1882 por William Woodman Goodman con los guías Ambros Supersaxo y Theodor Andenmatten.
Su cara noreste es una clásica escalada en hielo, comprendiendo una pared de hielo de 500 metro o nieve con un ángulo de más de 56°, ascendida por vez primera por Dietrich von Bethmann-Hollweg con Oskar y Othmar Supersaxo el 7 de julio de 1911. Esta cara fue descendida en esquí por Heini Holzer el 22 de julio de 1972.
Según la clasificación SOIUSA, la Lenzspitze pertenece:
- Gran parte: Alpes occidentales
- Gran sector: Alpes del noroeste
- Sección: Alpes Peninos
- Subsección: Alpes del Mischabel y del Weissmies
- Supergrupo: Macizo del Mischabel
- Grupo: Cadena del Mischabel p.d.
- Código: I/B-9.V-A.2